# Гантінгтон (переписна місцевість, Нью-Йорк)
Гантінгтон (англ. Huntington) — переписна місцевість (CDP) в США, в окрузі Саффолк штату Нью-Йорк. Населення — 19 645 осіб (2020).

## Географія
Гантінгтон розташований за координатами 40°52′41″ пн. ш. 73°24′28″ зх. д. / 40.87806° пн. ш. 73.40778° зх. д. (40.878126, -73.407666).  За даними Бюро перепису населення США в 2010 році переписна місцевість мала площу 20,03 км², з яких 19,67 км² — суходіл та 0,36 км² — водойми.

## Демографія
Згідно з переписом 2010 року, у переписній місцевості мешкало 18 046 осіб у 7170 домогосподарствах у складі 4791 родини. Густота населення становила 901 особа/км².  Було 7482 помешкання (374/км²).
Расовий склад населення:
| - 93,2 % — білих - 2,2 % — чорних або афроамериканців - 2,2 % — азіатів - 0,1 % — корінних американців |

До двох чи більше рас належало 1,4 %. Частка іспаномовних становила 5,0 % від усіх жителів.
За віковим діапазоном населення розподілялося таким чином: 21,9 % — особи молодші 18 років, 62,0 % — особи у віці 18—64 років, 16,1 % — особи у віці 65 років та старші. Медіана віку мешканця становила 44,9 року. На 100 осіб жіночої статі у переписній місцевості припадало 96,5 чоловіків;  на 100 жінок у віці від 18 років та старших — 93,5 чоловіків також старших 18 років.
Середній дохід на одне домашнє господарство  становив 151 381 долар США (медіана — 110 901), а середній дохід на одну сім'ю — 176 700 доларів (медіана — 145 625). Медіана доходів становила 93 125 доларів для чоловіків та 71 223 долари для жінок. За межею бідності перебувало 5,3 % осіб, у тому числі 4,7 % дітей у віці до 18 років та 4,4 % осіб у віці 65 років та старших.
Цивільне працевлаштоване населення становило 9613 осіб. Основні галузі зайнятості: освіта, охорона здоров'я та соціальна допомога — 29,7 %, науковці, спеціалісти, менеджери — 16,6 %, фінанси, страхування та нерухомість — 12,3 %, мистецтво, розваги та відпочинок — 8,2 %.